# Ждановичи (Минский район)
Ждано́вичи (бел. Ждано́вічы) — агрогородок в Ждановичском сельсовете Минского района Минской области Беларуси. Административный центр Ждановичского сельсовета. Расположен в непосредственной близости к городу Минску.
Площадь населённого пункта — 451,25 га, численность населения — 9 652 человек (2019).

## Транспорт
Ждановичи связаны со столицей автобусами Минского городского общественного транспорта 44-го и 136-го маршрутов, маршрутными такси № 499 и 1019, а также Минской городской электричкой, прибывающей на станцию Ждановичи.
Через территорию посёлка проходят трасса Р-28, ведущая из Минска в Мядель, и идущая в Литву, Гродно, Лиду железная дорога .

## История
В VI—VIII веках до нашей эры в урочище Банцеровщина, возле Жданович, было расположено поселение первобытных людей, которые относились к банцеровской археологической культуре. По мнению некоторых учёных, именно эта культура отражает процесс расселения славян в балтском ареале.
Деревня основана минским врачом Иваном Устиновичем Здановичем (1864—1915), который купил участок земли на берегу реки Свислочь около деревни Потреба (бел. Патрэба).
В 1921 году — дачи, 5 дворов в Сёмково-Городецкой волости Минского уезда Минской губернии. С 20 августа 1924 в Боровском сельсовете Заславского района Минской округи (до 26 июля 1930). С 18 января 1931 в границах города Минск. С 26 мая 1935 — в Минском районе, с 20 февраля 1938 — Минской области.
В 1922 году был построен дом отдыха «Ждановичи», в 1935 — детский Дом отдыха на 80 мест. В ВОВ с конца июня 1941 по начало июля 1944 оккупировано немецко-нацистскими войсками. С 1945 года — ж/д станция Ждановичи. С 16 июля 1954 — деревня является центром Ждановичского сельсовета. В 1966 открылся санаторий «Криница» (в 1970 был объединён с домом отдыха «Ждановичи»), а в 1981 — санаторий «Беларусь». Одновременно с развитием курорта республиканского значения развивалась и деревня Ждановичи. В 1995 в её состав вошли деревни Потреба и Заречье.
В 1997 насчитывалось 2011 хозяйств, 5669 жителей.
Территория упразднённой деревни Банцеровщина включена в состав Жданович.
10 апреля 2004 года часть деревни Ждановичи включена в городскую черту Минска.
В 2010 году деревня Ждановичи преобразована в агрогородок.
В 2010 году насчитывалось 2469 хозяйств, 7815 жителей. Имелись лесничество, 3 детских сада, средняя школа, детский дом, школа-интернат для детей с нарушением слуха, Дом культуры, библиотека, амбулатория, 2 аптеки, детский оздоровительный центр, 7 санаториев, отделения связи и «Беларусбанка», торговый центр, рынок.

## Здравоохранение
- Республиканский клинический медицинский центр
- Санаторий «Криница» (1-я санаторно-курортная категория, основан в 1961 году)

## Образование
- ГУО «Ждановичская общеобразовательная средняя школа».
- УО «Минская областная государственная специальная общеобразовательная школа-интернат для детей с нарушением слуха».
- Частное учреждение образования "Учебно-педагогический комплекс детский сад-средняя школа «Эко-Эл».
- Образовательный учебный центр для студентов и школьников «Решу Задачи».

## Культура
- Дом культуры
- Музей-дача Василя Быкова — филиал учреждения «Государственный музей истории белорусской литературы»

## Достопримечательность
- В 5 км от Ждановичи расположено городище (VI век).
- Храм Вознесения

### Памятник, скульптура
- Памятник В. И. Ленину
- Памятник-вертолёт Ми-2У. Расположен около Ждановичи на территории спортивно-оздоровительного комплекса учреждения образования Федерации профсоюзов Беларуси "Международный университет «МИТСО»

## Галерея

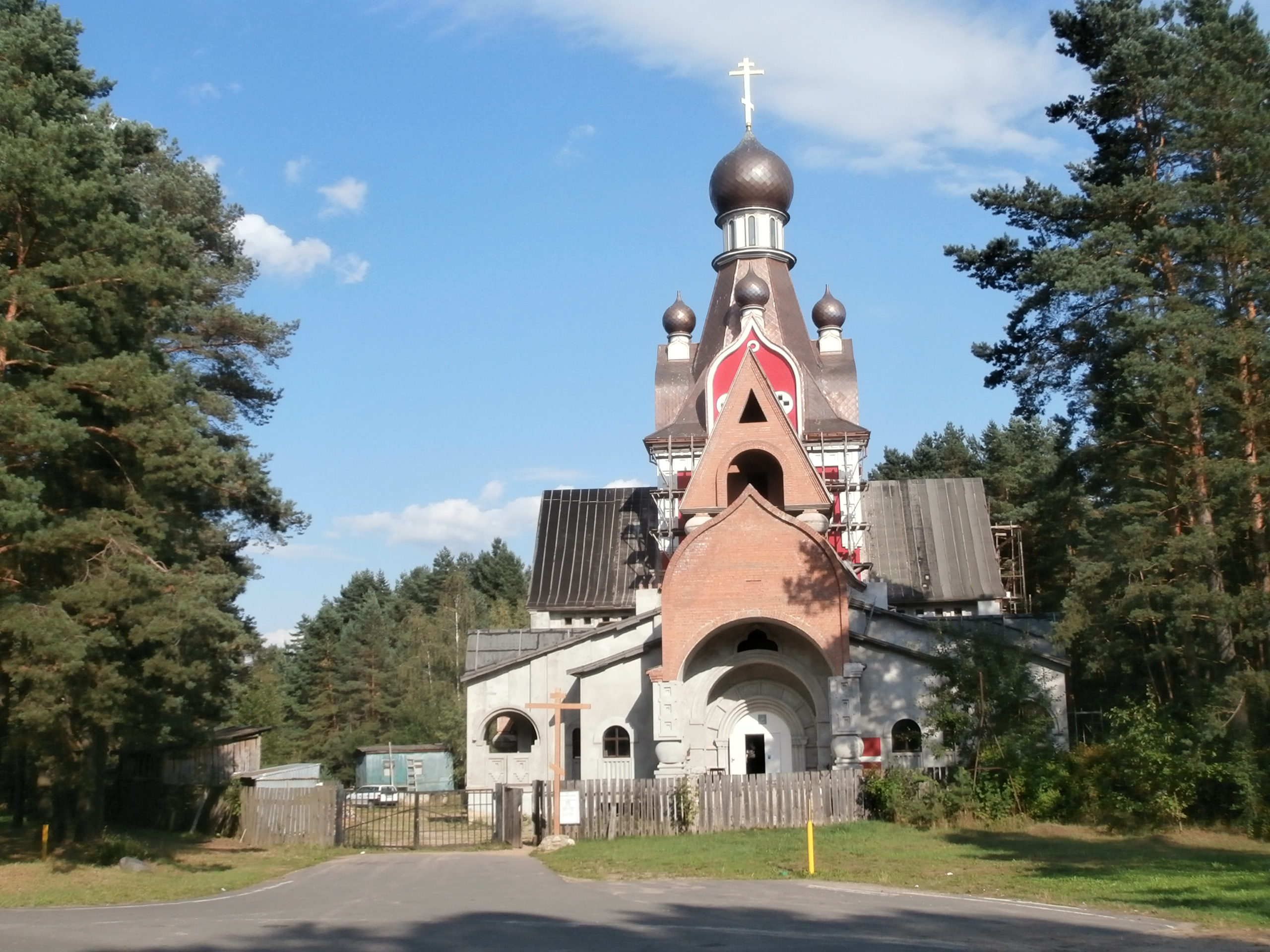
Храм Вознесения
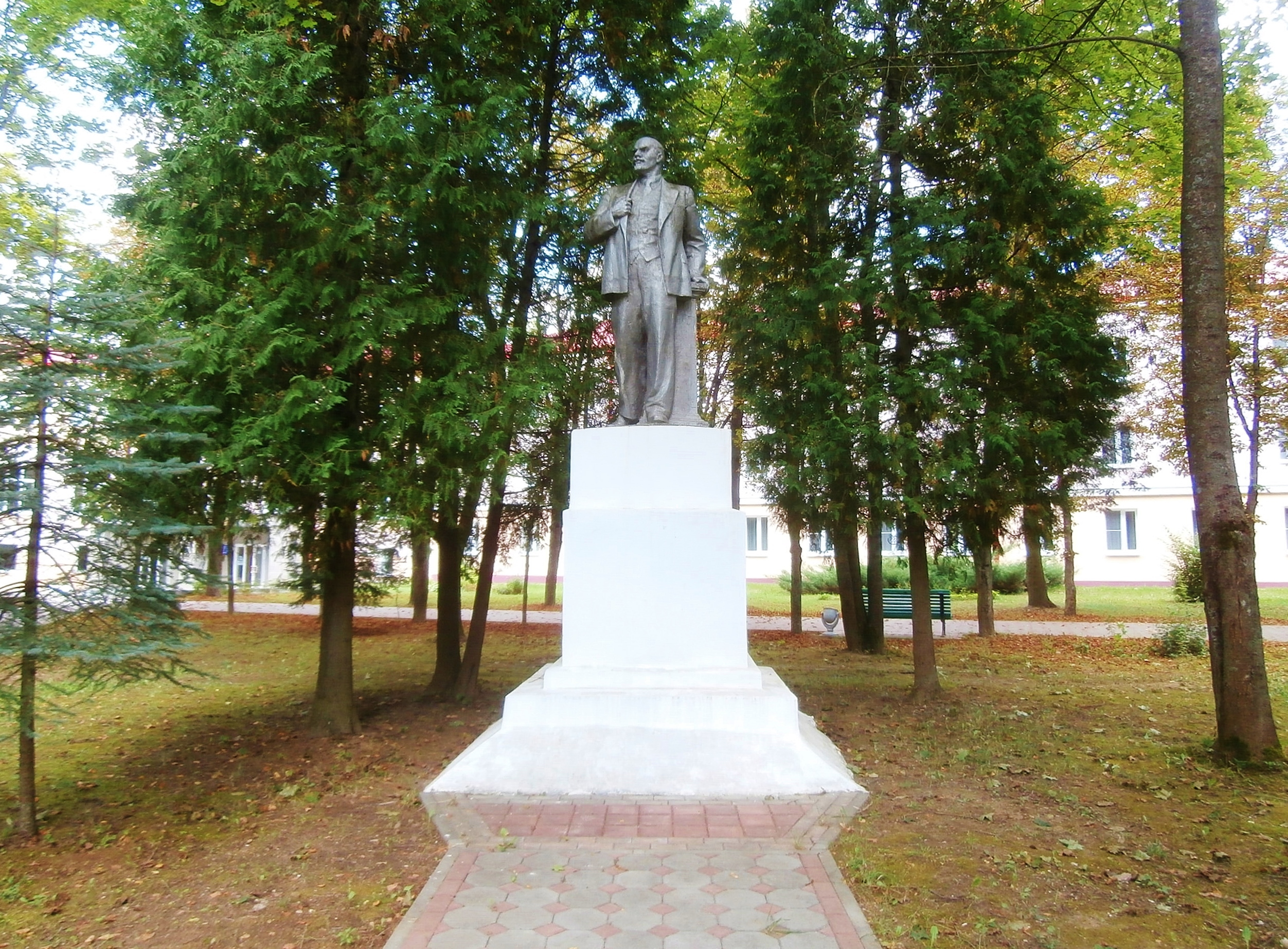
Памятник В. И. Ленину
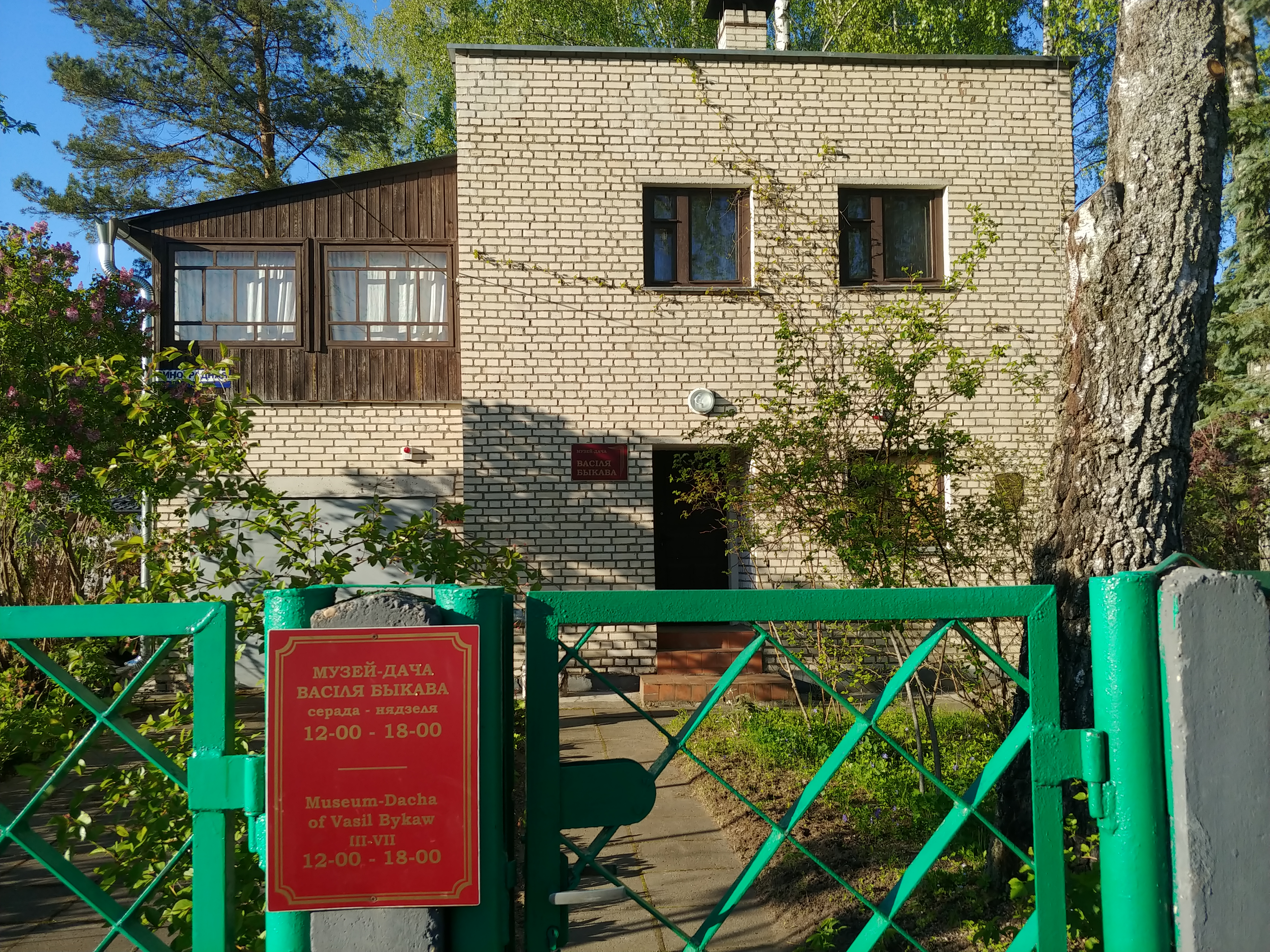
Музей-дача Василя Быкова